# 朱塞佩·莫雷洛
朱塞佩·莫雷洛（義大利語：Giuseppe Morello，義大利語：[dʒuˈzɛppe moˈrɛllo]，1867年5月2日—1930年8月15日），綽號爪子手（英語：the Clutch Hand），老狐狸（the Old Fox），生於義大利王國西西里科莱奥内，義大利裔美國黑手黨幫派份子，莫雷洛犯罪家族首任老大。暱稱為彼都（Piddu），來自西西里語中對於朱塞佩（Giuseppe）這名字的簡稱，他的對手卡斯泰拉馬雷幫派（the Castellammarese）稱他為彼得·莫雷洛（Peter Morello）。他的右手只有一根手指，變形彎曲，如同鈎子。
在1890年代，他組織了一個名叫107街暴徒（107th Street Mob）的幫派，之後成為莫雷洛犯罪家族。是吉諾維斯犯罪家族的前身。他是首位擁有教父（Capo dei capi）頭銜的美國黑手黨犯罪領袖。

## 生平
他的父親名叫卡洛格羅·莫雷洛（Calogero Morello），在1872年過世。母親安潔利娜·皮亞薩（Angelina Piazza）在一年後改嫁，繼父博那多·特拉諾瓦（Bernardo Terranova），是西西里黑手黨的成員。他繼父與母親又生下七個子女。